# Distracción Masiva
Distracción Masiva es un grupo musical post-hardcore/pop punk de Buenos Aires, Argentina; conformada por Santiago Vilar (voz/bajo), Ulises Uno (guitarra/coros), Gabriel Carrizo (guitarra) y Julián Yori (batería).
Comenzaron a mediados del 2003 como un trío, hasta que Gabriel se les unió en 2005.
La banda ha sido influenciada por muchos nuevos estilos en los últimos tiempos, lo que fue volviendo su música más sofisticada y novedosa, y aún más consistente y sólida. Encuentran su inspiración no sólo en el trabajo de otros músicos, sino también en otras artes, en el cine y la filosofía.
Hasta el momento han sacado su álbum debut: El Día del Diluvio.

## Discografía
- El Día del Diluvio (abril de 2007)

1. Niños Explotados
2. El Cruzado
3. Mundo
4. Against Their Terror, We Have Our Own
5. Me lo merezco
6. Nada
7. Ha Det Bra
8. Tropezando
9. Utopías de Café
10. Me Voy
11. Dios se murió
12. El Día del Diluvio
13. Demasiado Tarde